# Students for Liberty
Students For Liberty (SFL) – amerykańska organizacja non-profit o profilu libertariańskim. Jej misją jest „edukować, rozwijać i wzmacniać pozycję nowej generacji liderów wolności". Organizacja stawia trzy zasady, które składają się według niej na pojęcie wolności: 
- wolność gospodarcza
- wolność społeczna
- wolność intelektualna oraz akademicka

Organizacja została założona w 2008 przez grupę studentów o poglądach libertariańskich. Podczas pierwszej konferencji, która odbyła się na Uniwersytecie Kolumbia, uczestniczyło około 100 osób. W 2014 konferencja liczyła już ponad 1300 ludzi, którzy pochodzili z 6 różnych kontynentów. 
Od czasu powstania organizacja znacznie się rozrosła. Otworzyła wiele oddziałów poza granicami USA oraz rozpoczęła współpracę z różnymi organizacjami o profilu liberalnym bądź libertariańskim z całego świata. W Polsce z SFL współpracuje między innymi Stowarzyszenie KoLiber, KASE czy Forum Obywatelskiego Rozwoju. 
8 listopada 2014 w SGH odbyła się organizowana przez FOR konferencja SFL, na której wśród udzielających wykładu znaleźli się: Leszek Balcerowicz, Michael Tanner czy Wiera Kiczanowa.